# Kontinentalna mornarica
Kontinentalna mornarica je bila mornarica Združenih kolonij in Združenih držav Amerike od leta 1775 do 1785. Ustanovil jo je 13. oktobra 1775 Drugi kontinentalni kongres za boj proti britanskim silam in njihovim zaveznikom v okviru ameriške osamosvojitvene vojne. Zaradi prizadevanj več uglednih mecenov, kot je bil John Adams, se je Kontinentalna mornarica sčasoma razvila v znatno silo, čeprav ni nikoli ponovila uspehov Kontinentalne armade. Leta 1776 je Kongres imenoval komodorja Eseka Hopkinsa za poveljnika mornarice.
Sprva so ladje kontinentalne mornarice sestavljale kupljene trgovske ladje zaradi pomanjkanja sredstev za gradnjo namensko zgrajenih vojnih ladij. To je bilo posledica osredotočanja ameriških voditeljev na kontinentalno vojsko, saj so se zavedali, da kraljeve mornarice nobena pomorska sila, ki bi zbrali, ne more upati, da bi jo resno izzvala. Glavne naloge kontinentalne mornarice, ki je sčasoma pridobila vrsto fregat in manjših vojnih ladij, so bile napadi na britanske ladje in kolonije za pridobivanje zalog za ameriške čete ter obramba ameriške trgovine.
Kontinentalna mornarica ni mogla bistveno vplivati na izid vojne, zato je bilo veliko njenih ladij izgubljenih zaradi britanskih pomorskih napadov, nesreč ali slabega vremena. Vendar pa je iz nje izšla skupina izkušenih mornariških častnikov, ki so se borili v kvazivojni, berberskih vojnah in vojni leta 1812. Ameriške sile so leta 1783 zmagale v revolucionarni vojni, dve leti pozneje pa je kongres razpustil kontinentalno mornarico. 27. marca 1794 je bila uradno ustanovljena Vojna mornarica Združenih držav Amerike, ki je podedovala številne tradicije kontinentalne mornarice.